# 학륜당
학륜당은 대한민국 전라북도 진안군 안천면에 있다. 2016년 12월 28일 진안군의 향토문화유산(유형) 제14호로 지정되었다.

## 개요
화천사의 강당건물로, 전통건축양식을 잘 보여주는 자료이다.